# Manbuta calgia
Manbuta calgia là một loài bướm đêm trong họ Erebidae.